# Notosacantha viridipennis
Notosacantha viridipennis es una especie de insecto coleóptero de la familia Chrysomelidae.
Fue descrita científicamente en 2003 por Swietojanska.